# Železniční trať Opočno pod Orlickými horami – Dobruška
Železniční trať Opočno pod Orlickými horami – Dobruška (v jízdním řádu pro cestující označená číslem společně jako část tratě 026) je jednokolejná regionální trať o délce 5,5 km.

## Historie
Listina o koncesi pro místní dráhu z Opočna do Dobrušky ze dne 5. prosince 1907 byla udělena soukromé Rakouské společnosti státní dráhy. Koncese byla udělena ke stavbě a provozování lokomotivní železnice, která měla být postavena jako místní dráha o standardním rozchodu. Koncesionář se zavázal stavbu do dvou let dokončit a po celou dobu koncese na ní provozovat pravidelnou veřejnou dopravu.
Dráhu vlastnila společnost Místní dráha Opočno–Dobruška od zprovoznění trati v lednu 1908 až do svého zestátnění 1. 1. 1925.

### Staré jízdní řády
V roce 1912 byly podle tehdejšího jízdního řádu v provozu tyto stanice: Dobruška, Pulice a Opočno.
| rok                                              | provozovaná trať                                          | počet vlaků |
| ------------------------------------------------ | --------------------------------------------------------- | ----------- |
| 1912                                             | 124 Choceň–Mittelsteine                                   | 6 M         |
| 1921 léto                                        | 12 Opočno u Náchoda – Dobruška                            | 7 M         |
| 1928/29 zima                                     | 12 Opočno u Náchoda – Dobruška                            | 6 M         |
| 1937/38 zima                                     | 140 Opočno–Dobruška                                       | 7 Os        |
| 1944/45                                          | 502c Opočno–Dobruška                                      | 9 Os        |
| 1945/46                                          | 2c Opočno–Dobruška                                        | 14 Os       |
| 1959/60                                          | 2c Opočno pod Orl. horami – Dobruška                      | 15 Os       |
| 1988/89                                          | 023 Opočno pod Orl. horami – Dobruška                     | 20 Os       |
| 2002/03                                          | 028 Opočno pod Orl. horami – Dobruška                     | 22 Os       |
| 2010/11                                          | 028 Opočno pod Orl. horami – Dobruška                     | 1 Os        |
| 2020/2021                                        | 026 Choceň–Náchod, Opočno pod Orlickými horami – Dobruška | 2 Os        |
| Vysvětlivky: M – motorový vlak, Os – osobní vlak |                                                           |             |

## Navazující tratě
- Opočno pod Orlickými horami
  - Týniště nad Orlicí – Meziměstí – Náchod – Meziměstí

## Provoz
Osobní doprava byla v roce 2010 utlumena, zůstal pouze ranní školní pár spojů, tento je v současné době GVD 2021/2022 veden motorovou jednotkou řady 814, od září 2020 přibyl i odpolední spoj, na něj ČD v roce 2022 nasazují motorový vůz řady 810.
Ranní spoj je v roce 2022 vypraven z Chocně a zpět z Dobrušky se vrací do Týniště nad Orlicí. Odpolední spoj je výchozí z Náchoda a obratový vlak jede do Meziměstí.

## Stanice a zastávky

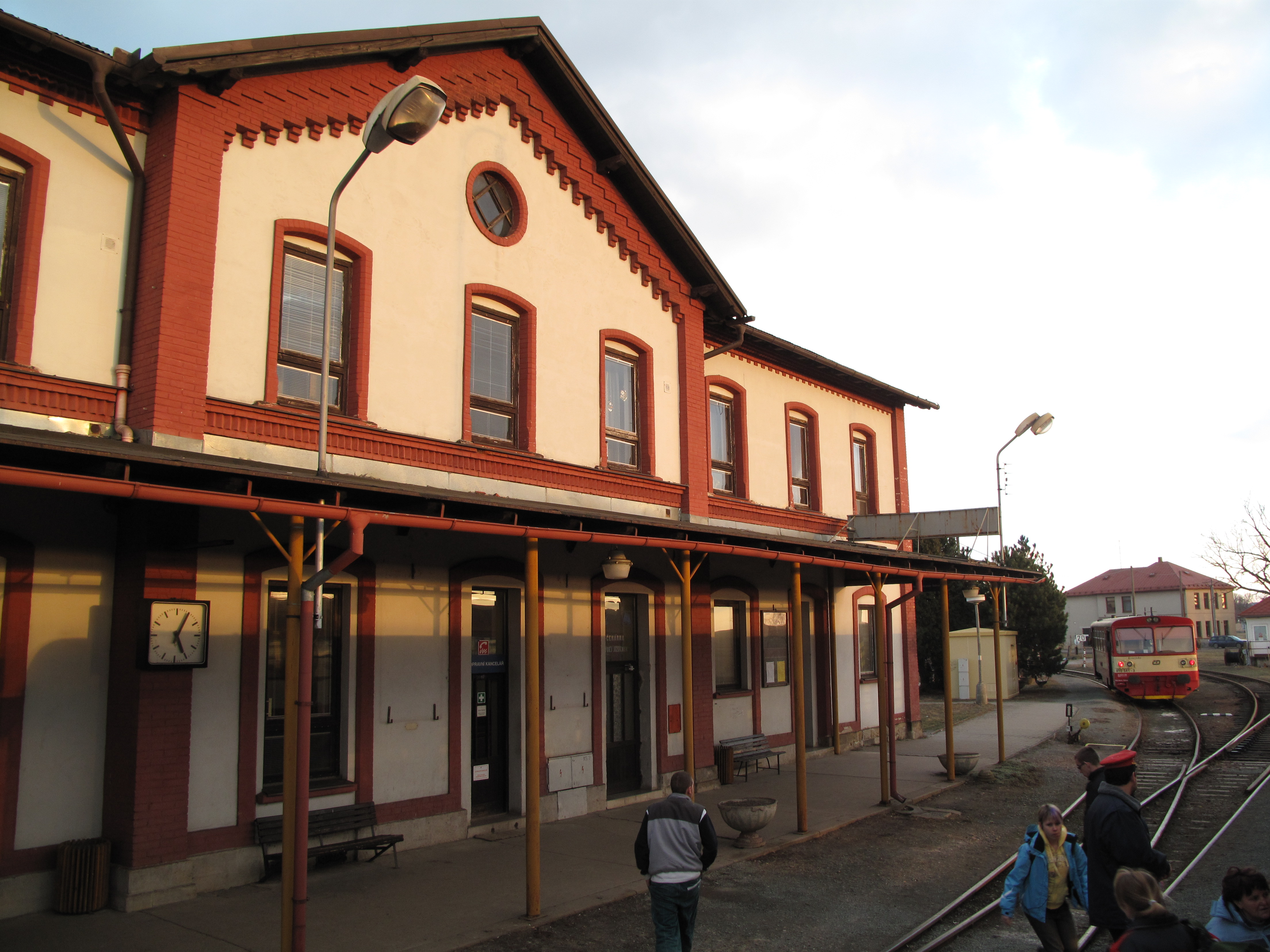
Opočno pod Orlickými horami
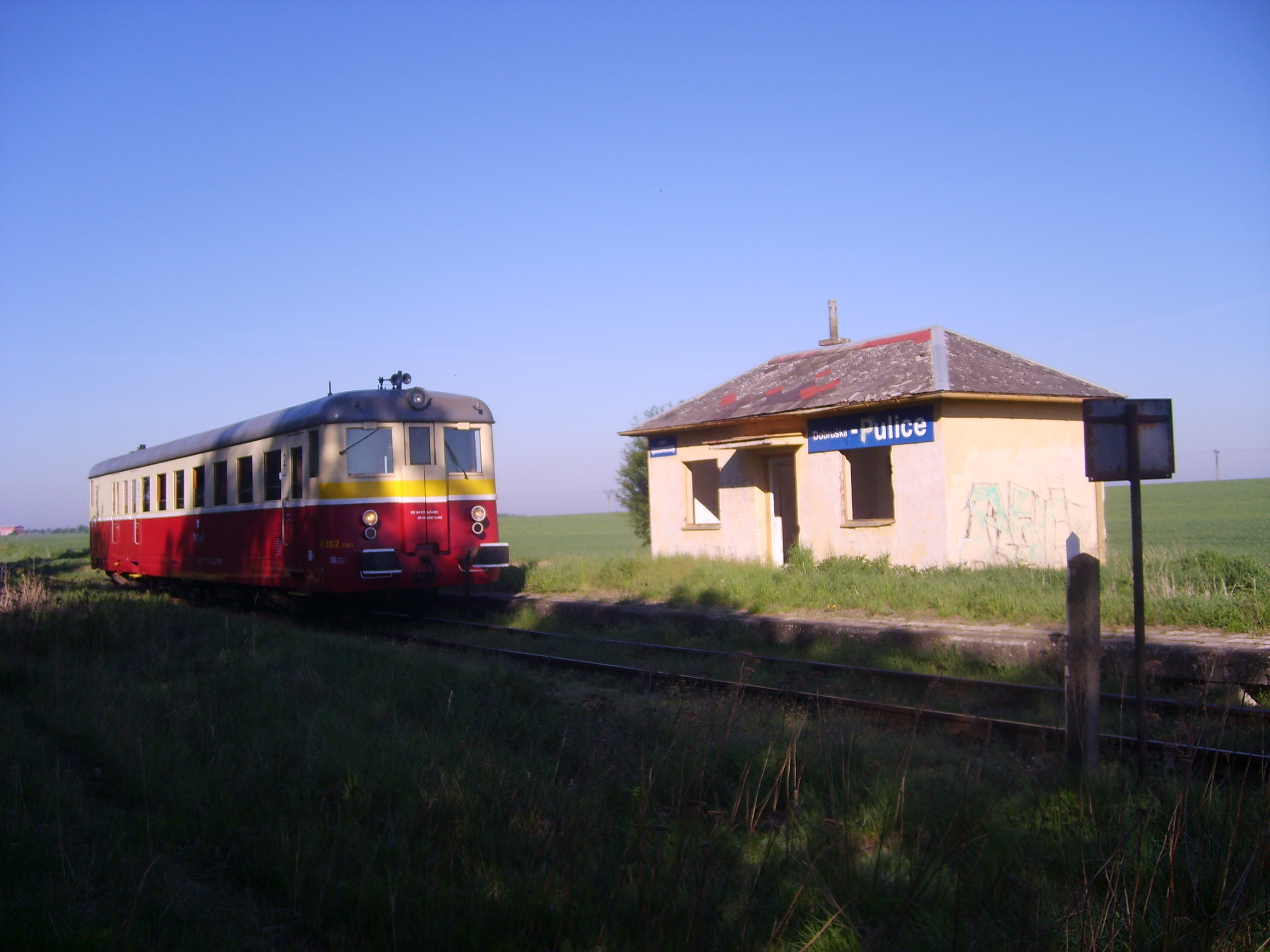
Dobruška-Pulice
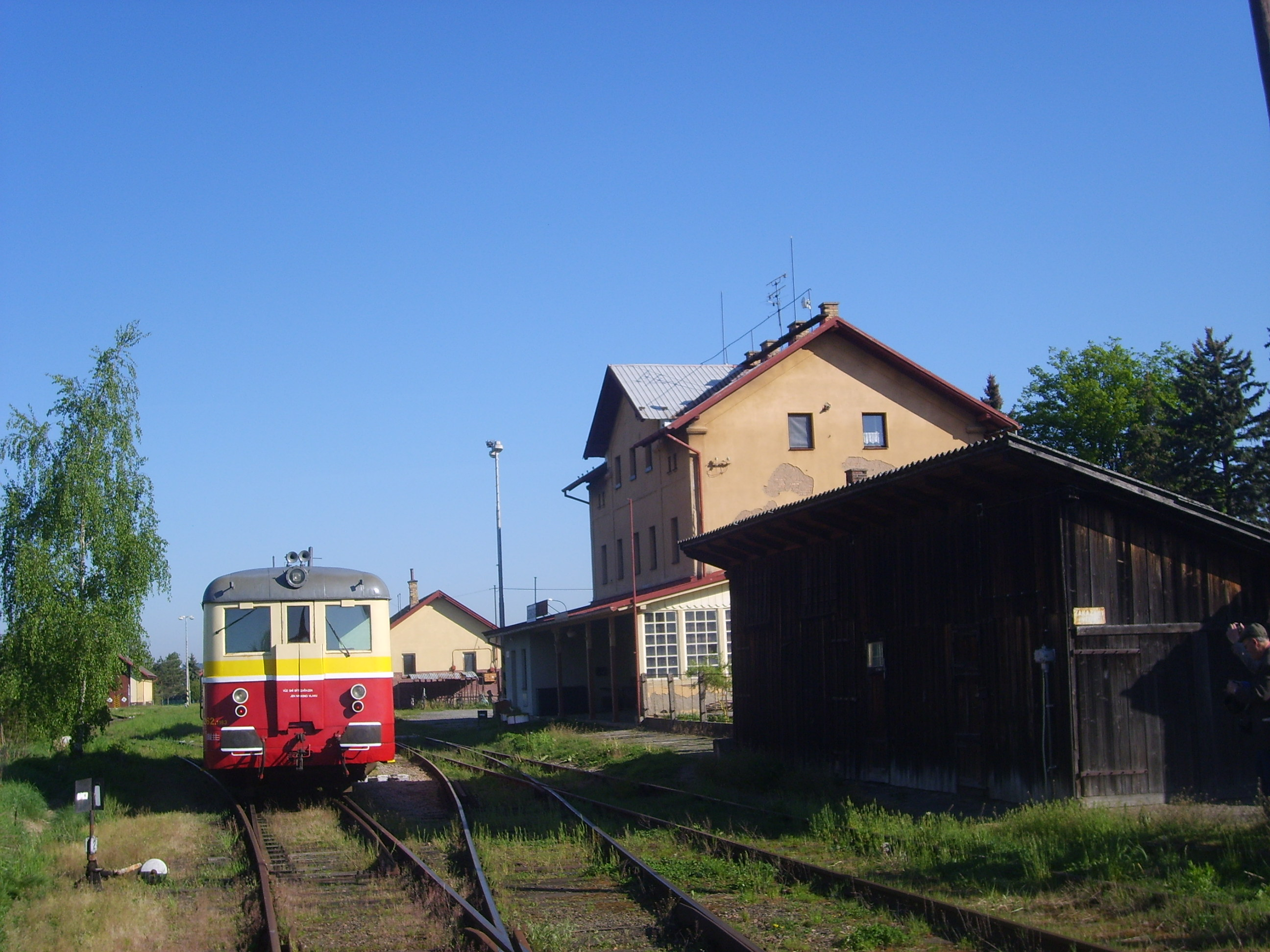
Dobruška
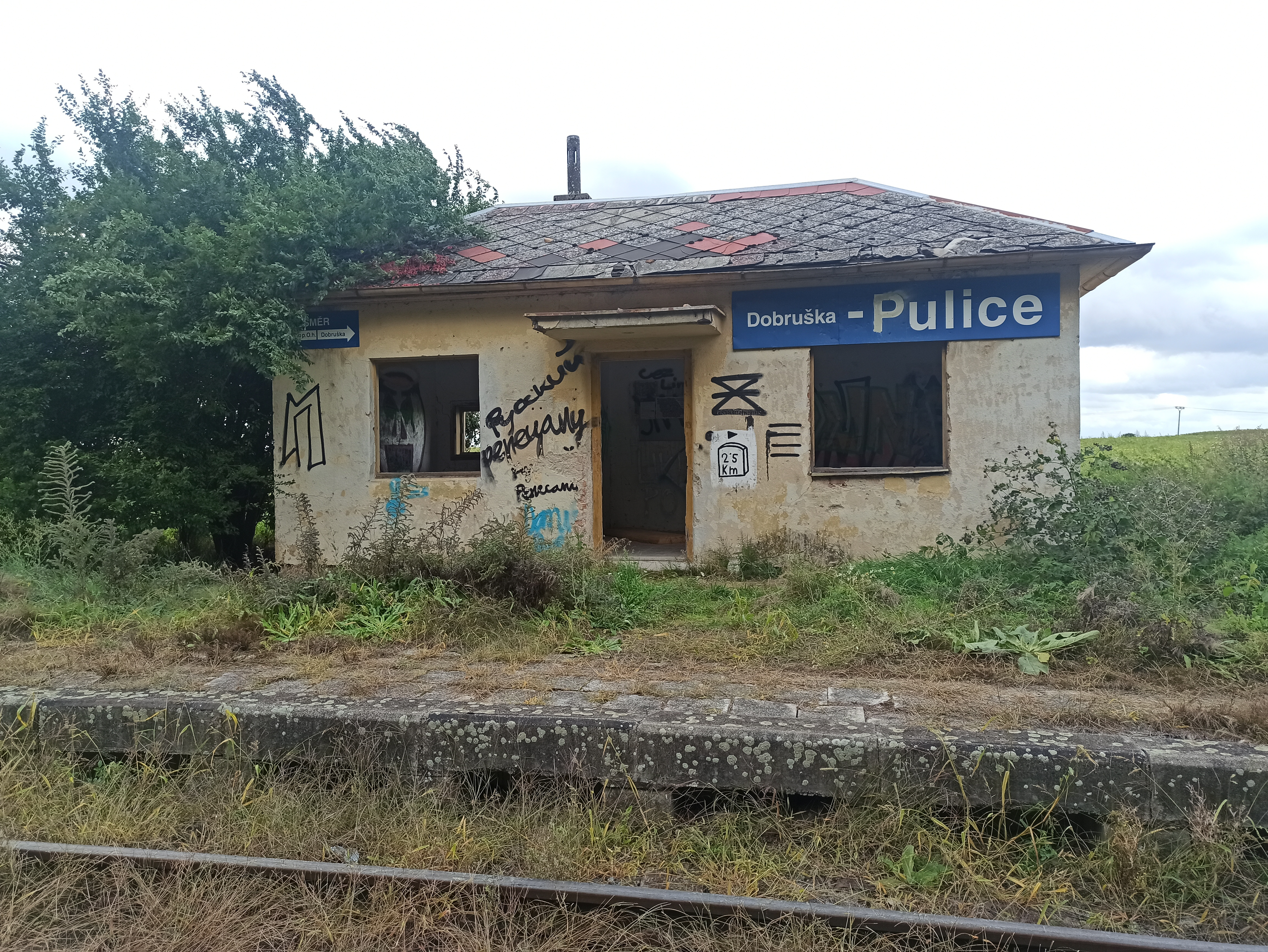
Dobruška-Pulice 2021
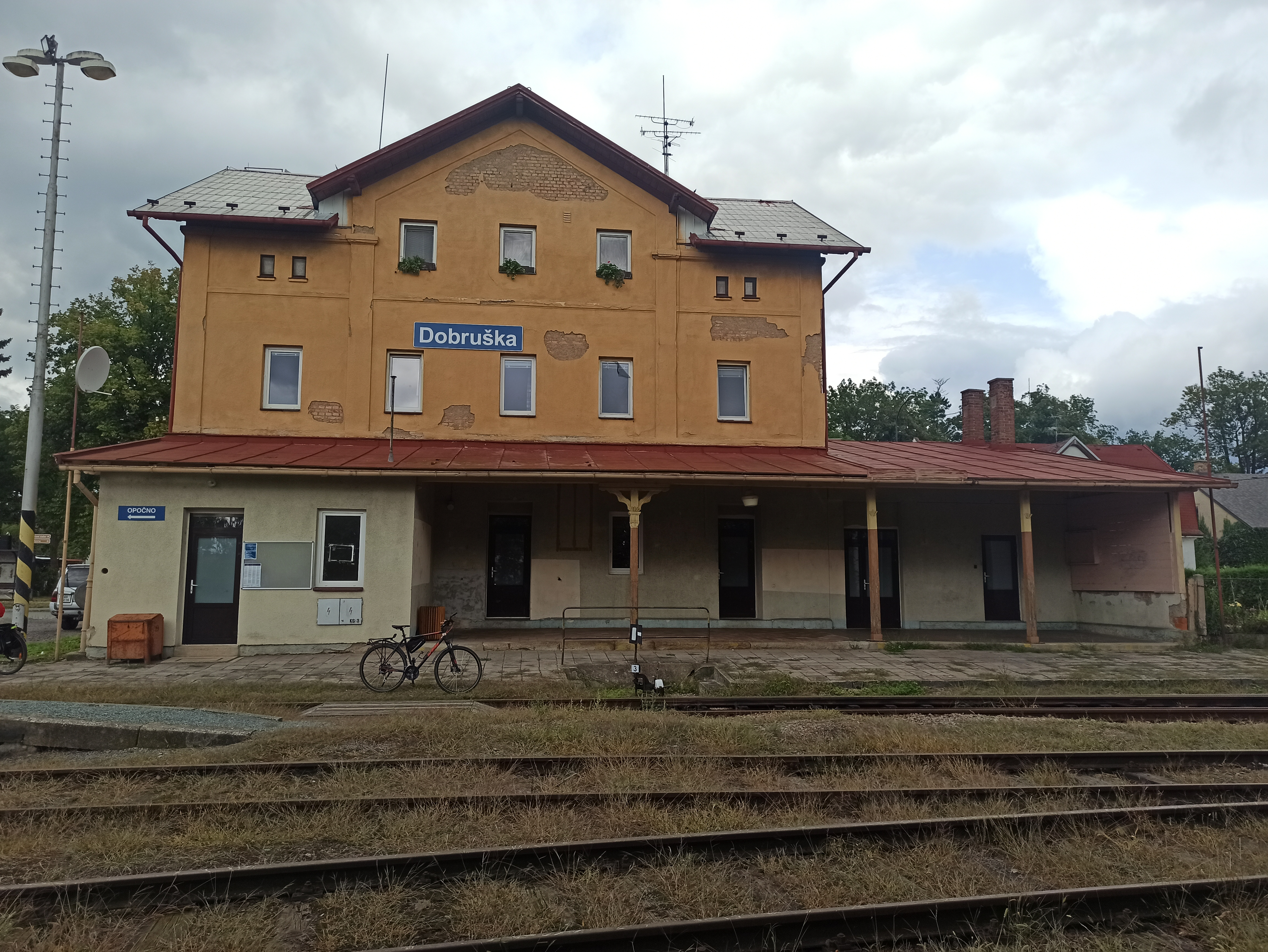
Dobruška 2021